# Wereldkampioenschappen wielrennen 2006 - Wegrit mannen elite
De 73e editie van de wegrit voor mannen elite op de wereldkampioenschappen wielrennen werd gehouden op 24 september 2006. De wedstrijd was de afsluiter van de wereldkampioenschappen wielrennen 2006.

## Deelnemers

#### België
| №  | Renner            | Ploeg                              |
| -- | ----------------- | ---------------------------------- |
| 1. | Tom Boonen        | Quick·Step - Innergetic            |
| 2. | Kevin Hulsmans    | Quick·Step - Innergetic            |
| 3. | Serge Baguet      | Quick·Step - Innergetic            |
| 4. | Nick Nuyens       | Quick·Step - Innergetic            |
| 5. | Philippe Gilbert  | La Française des Jeux              |
| 6. | Thierry Marichal  | Cofidis, Le Crédit par Téléphone   |
| 7. | Leif Hoste        | Discovery Channel Pro Cycling Team |
| 8. | Stijn Devolder    | Discovery Channel Pro Cycling Team |
| 9. | Jurgen Van Goolen | Discovery Channel Pro Cycling Team |

#### Spanje
| №   | Renner               | Ploeg |
| --- | -------------------- | ----- |
| 10. | Inigo Cuesta Lopez   |       |
| 11. | Juan Antonio Flecha  |       |
| 12. | Xavier Florencio     |       |
| 13. | Luis Pérez Rodríguez |       |
| 14. | Joaquim Rodríguez    |       |
| 15. | Samuel Sánchez       |       |
| 16. | Carlos Sastre        |       |
| 17. | Alejandro Valverde   |       |
| 18. | Francisco Ventoso    |       |

#### Frankrijk
| №   | Renner              | Ploeg                            |
| --- | ------------------- | -------------------------------- |
| 19. | Sylvain Calzati     | Ag2r Prévoyance                  |
| 20. | Sylvain Chavanel    | Cofidis, Le Crédit par Téléphone |
| 21. | Cyril Dessel        | Ag2r Prévoyance                  |
| 22. | Samuel Dumoulin     | Ag2r Prévoyance                  |
| 23. | Anthony Geslin      | Bouygues Télécom                 |
| 24. | Sébastien Hinault   | Crédit Agricole                  |
| 25. | Sébastien Joly      | La Française des Jeux            |
| 26. | Christophe Le Mével | Crédit Agricole                  |
| 27. | Thomas Voeckler     | Bouygues Télécom                 |

#### Zweden
| №   | Renner            | Ploeg |
| --- | ----------------- | ----- |
| 28. | Marcus Ljungqvist |       |

#### Brazilië
| №   | Renner             | Ploeg |
| --- | ------------------ | ----- |
| 29. | Murilo Fischer     |       |
| 30. | Soelito Gohr       |       |
| 31. | Marcio May         |       |
| 32. | Pedro Nicacio      |       |
| 33. | Luciano Pagliarini |       |

#### Denemarken
| №   | Renner          | Ploeg |
| --- | --------------- | ----- |
| 34. | Lars Ytting Bak |       |
| 35. | Allan Johansen  |       |
| 36. | Nicki Sørensen  |       |

#### Rusland
| №   | Renner              | Ploeg |
| --- | ------------------- | ----- |
| 37. | Aleksandr Arekejev  |       |
| 38. | Alexandre Bazhenov  |       |
| 39. | Aleksandr Botsjarov |       |
| 40. | Aleksandr Jefimkin  |       |
| 41. | Vladimir Jefimkin   |       |
| 42. | Vladimir Goesev     |       |
| 43. | Vladimir Karpets    |       |
| 44. | Aleksandr Kolobnev  |       |
| 45. | Aleksej Markov      |       |

#### Duitsland
| №   | Renner            | Ploeg               |
| --- | ----------------- | ------------------- |
| 46. | Linus Gerdemann   | T-Mobile Team       |
| 47. | Christian Knees   | Team Milram         |
| 48. | Ronny Scholz      | Team Gerolsteiner   |
| 49. | Stephan Schreck   | T-Mobile Team       |
| 50. | Stefan Schumacher | Team Gerolsteiner   |
| 51. | Marcel Sieberg    | Team Wiesenhof-Akud |
| 52. | Patrik Sinkewitz  | T-Mobile Team       |
| 53. | Fabian Wegmann    | Team Gerolsteiner   |
| 54. | Erik Zabel        | Team Milram         |

#### Zwitserland
| №   | Renner            | Ploeg |
| --- | ----------------- | ----- |
| 55. | Michael Albasini  |       |
| 56. | Fabian Cancellara |       |
| 57. | Aurélien Clerc    |       |
| 58. | Martin Elmiger    |       |
| 59. | David Loosli      |       |
| 60. | Grégory Rast      |       |
| 61. | Steffen Wesemann  |       |
| 62. | Oliver Zaugg      |       |
| 63. | Beat Zberg        |       |

#### Slovenië
| №   | Renner          | Ploeg |
| --- | --------------- | ----- |
| 64. | Borut Božič     |       |
| 65. | Janez Brajkovič |       |
| 66. | Matej Mugerli   |       |
| 67. | Uroš Murn       |       |
| 68. | Gorazd Štangelj |       |
| 69. | Tadej Valjavec  |       |

#### Italië
| №   | Renner            | Ploeg                   |
| --- | ----------------- | ----------------------- |
| 70. | Alessandro Ballan | Lampre-Fondital         |
| 71. | Paolo Bettini     | Quick·Step - Innergetic |
| 72. | Marzio Bruseghin  | Lampre-Fondital         |
| 73. | Danilo Di Luca    | Liquigas - Bianchi      |
| 74. | Rinaldo Nocentini | Acqua & Sapone          |
| 75. | Luca Paolini      | Liquigas - Bianchi      |
| 76. | Filippo Pozzato   | Quick·Step - Innergetic |
| 77. | Davide Rebellin   | Team Gerolsteiner       |
| 78. | Matteo Tosatto    | Quick·Step - Innergetic |

#### Nederland
| №   | Renner             | Ploeg                              |
| --- | ------------------ | ---------------------------------- |
| 79. | Michael Boogerd    | Rabobank                           |
| 80. | Jan Boven          | Rabobank                           |
| 81. | Bram de Groot      | Rabobank                           |
| 82. | Karsten Kroon      | Team CSC                           |
| 83. | Gerben Löwik       | Rabobank                           |
| 84. | Joost Posthuma     | Rabobank                           |
| 85. | Bram Tankink       | Quick·Step - Innergetic            |
| 86, | Maarten Tjallingii | Skil-Shimano                       |
| 87. | Max van Heeswijk   | Discovery Channel Pro Cycling Team |

#### Kazachstan
| №   | Renner               | Ploeg |
| --- | -------------------- | ----- |
| 88. | Andrej Kasjetsjkin   |       |
| 89. | Aleksandr Vinokoerov |       |
| 90. | Sergej Jakovlev      |       |

#### Verenigde Staten
| №   | Renner                | Ploeg |
| --- | --------------------- | ----- |
| 91. | Chris Baldwin         |       |
| 92. | Tyler Farrar          |       |
| 93. | Chris Horner          |       |
| 94. | Pat McCarty           |       |
| 95. | Danny Pate            |       |
| 96. | Fred Rodriguez        |       |
| 97. | Jackson Stewart       |       |
| 98. | Guido Trenti          |       |
| 99. | Christian Vande Velde |       |

#### Wit-Rusland
| №    | Renner                 | Ploeg |
| ---- | ---------------------- | ----- |
| 100. | Aljaksandr Koetsjynski |       |
| 101. | Kanstantsin Siwtsow    |       |
| 102. | Aljaksandr Oesaw       |       |

#### Australië
| №    | Renner         | Ploeg |
| ---- | -------------- | ----- |
| 103. | Cadel Evans    |       |
| 104. | Nick Gates     |       |
| 105. | Simon Gerrans  |       |
| 106. | Mathew Hayman  |       |
| 107. | Robbie McEwen  |       |
| 108. | Bradley McGee  |       |
| 109. | Stuart O'Grady |       |
| 110. | Michael Rogers |       |
| 111. | Matthew White  |       |

#### Oostenrijk
| №    | Renner                | Ploeg |
| ---- | --------------------- | ----- |
| 112. | Bernhard Eisel        |       |
| 113. | René Haselbacher      |       |
| 114. | Bernhard Kohl         |       |
| 115. | Christian Pfannberger |       |
| 116. | Georg Totschnig       |       |
| 117. | Peter Wrolich         |       |

#### Argentinië
| №    | Renner                  | Ploeg |
| ---- | ----------------------- | ----- |
| 118. | Gerardo Fernández       |       |
| 119. | Jorge Martin Montenegro |       |

#### Kroatië
| №    | Renner            | Ploeg |
| ---- | ----------------- | ----- |
| 120. | Matija Kvasina    |       |
| 121. | Hrvoje Miholjevic |       |
| 122. | Radoslav Rogina   |       |

#### Tsjechië
| №    | Renner            | Ploeg |
| ---- | ----------------- | ----- |
| 123. | Petr Bencik       |       |
| 124. | Tomáš Bucháček    |       |
| 125. | Stanislav Kozubek |       |
| 126. | Roman Kreuziger   |       |
| 127. | Martin Mareš      |       |
| 128. | František Raboň   |       |

#### Groot-Brittannië
| №    | Renner          | Ploeg |
| ---- | --------------- | ----- |
| 129. | Russell Downing |       |
| 130. | Roger Hammond   |       |
| 131. | David Millar    |       |

#### Oekraïne
| №    | Renner              | Ploeg |
| ---- | ------------------- | ----- |
| 132. | Andrij Hryvko       |       |
| 133. | Roeslan Pidhorny    |       |
| 134. | Jaroslav Popovytsj  |       |
| 135. | Kyrylo Pospjejev    |       |
| 136. | Volodymyur Starchyk |       |
| 137. | Volodymyr Zagorodni |       |

#### Slowakije
| №    | Renner             | Ploeg |
| ---- | ------------------ | ----- |
| 138. | Roman Bronis       |       |
| 139. | Matej Jurčo        |       |
| 140. | Maros Kovac        |       |
| 141. | Martin Prázdnovský |       |
| 142. | Martin Riška       |       |
| 143. | Ján Valach         |       |

#### Polen
| №    | Renner              | Ploeg |
| ---- | ------------------- | ----- |
| 144. | Tomasz Kiendyś      |       |
| 145. | Tomasz Marczyński   |       |
| 146. | Przemyslaw Niemec   |       |
| 147. | Robert Radosz       |       |
| 148. | Marek Rutkiewicz    |       |
| 149. | Kristof Szczawinski |       |

#### Zuid-Afrika
| №    | Renner           | Ploeg |
| ---- | ---------------- | ----- |
| 150. | Ryan Cox         |       |
| 151. | David George     |       |
| 152. | Robert Hunter    |       |
| 153. | Tiaan Kannemeyer |       |
| 154. | Darren Lill      |       |
| 155. | Ian McLeod       |       |

#### Ierland
| №    | Renner         | Ploeg |
| ---- | -------------- | ----- |
| 156. | Philip Deignan |       |
| 157. | David McCann   |       |
| 158. | Nicolas Roche  |       |

#### Canada
| №    | Renner         | Ploeg |
| ---- | -------------- | ----- |
| 159. | Ryder Hesjedal |       |

#### Portugal
| №    | Renner            | Ploeg |
| ---- | ----------------- | ----- |
| 160. | Bruno Neves       |       |
| 161. | Sérgio Paulinho   |       |
| 162. | Nuno Ribeiro      |       |
| 163. | José Carlos Silva |       |
| 164. | Rui Sousa         |       |
| 165. | Nelson Victorino  |       |

#### Colombia
| №    | Renner              | Ploeg |
| ---- | ------------------- | ----- |
| 166. | Alex Caño           |       |
| 167. | Felix Cardenas      |       |
| 168. | Luis Filipe Laverde |       |
| 169. | Mauricio Ardila     |       |
| 170. | Marlon Pérez        |       |
| 171. | Mauricio Soler      |       |

#### Noorwegen
| №    | Renner            | Ploeg |
| ---- | ----------------- | ----- |
| 172. | Kurt-Asle Arvesen |       |
| 173. | Thor Hushovd      |       |
| 174. | Gabriel Rasch     |       |

#### Letland
| №    | Renner              | Ploeg |
| ---- | ------------------- | ----- |
| 175. | Raivis Belohvoščiks |       |
| 176. | Aleksejs Saramotins |       |

#### Luxemburg
| №    | Renner        | Ploeg |
| ---- | ------------- | ----- |
| 177. | Fränk Schleck |       |

#### Japan
| №    | Renner             | Ploeg |
| ---- | ------------------ | ----- |
| 178. | Fumiyuki Beppu     |       |
| 179. | Shinichi Fukushima |       |
| 180. | Hidenori Nodera    |       |

#### Venezuela
| №    | Renner                | Ploeg |
| ---- | --------------------- | ----- |
| 181. | Manuel Eduardo Medina |       |
| 182. | José Antonio Ramos    |       |
| 183. | José Rujano           |       |

#### Litouwen
| №    | Renner           | Ploeg |
| ---- | ---------------- | ----- |
| 184. | Dainius Kairelis |       |

#### Bulgarije
| №    | Renner                | Ploeg |
| ---- | --------------------- | ----- |
| 185. | Danail Andonov Petrov |       |
| 186. | Daniel Petrov         |       |
| 187. | Svetloslav Tchanliev  |       |

#### Estland
| №    | Renner         | Ploeg |
| ---- | -------------- | ----- |
| 188. | Mart Ojavee    |       |
| 189. | Erki Pütsep    |       |
| 190. | Tarmo Raudsepp |       |

#### Finland
| №    | Renner          | Ploeg |
| ---- | --------------- | ----- |
| 191. | Kjell Carlström |       |

#### Hongarije
| №    | Renner         | Ploeg |
| ---- | -------------- | ----- |
| 192. | László Bodrogi |       |

#### Burkina Faso
| №    | Renner                   | Ploeg |
| ---- | ------------------------ | ----- |
| 193. | Rabaki Jeremie Ouedraogo |       |
| 194. | Saidou Rouamba           |       |
| 195. | Abdul Wahab Sawadogo     |       |

#### Mexico
| №    | Renner              | Ploeg |
| ---- | ------------------- | ----- |
| 196. | Moises Aldape       |       |
| 197. | Julio Alberto Pérez |       |

#### Costa Rica
| №    | Renner         | Ploeg |
| ---- | -------------- | ----- |
| 198. | Adrian Bonilla |       |

## Rituitslag
| pos.   | renner              | land             | tijd     |
| ------ | ------------------- | ---------------- | -------- |
| Goud   | Paolo Bettini       | Italië           | 6u15'36" |
| Zilver | Erik Zabel          | Duitsland        | z.t.     |
| Brons  | Alejandro Valverde  | Spanje           | z.t.     |
| 4      | Samuel Sánchez      | Spanje           | +2"      |
| 5      | Robbie McEwen       | Australië        | z.t.     |
| 6      | Stuart O'Grady      | Australië        | z.t.     |
| 7      | Uros Murn           | Slovenië         | z.t.     |
| 8      | Aleksandr Botsjarov | Rusland          | z.t.     |
| 9      | Tom Boonen          | België           | z.t.     |
| 10     | Vladimir Goesev     | Rusland          | z.t.     |
| 11     | Bernhard Eisel      | Oostenrijk       | z.t.     |
| 12     | Nicki Sørensen      | Denemarken       | z.t.     |
| 13     | Kurt-Asle Arvesen   | Noorwegen        | z.t.     |
| 14     | Martin Elmiger      | Zwitserland      | z.t.     |
| 15     | Fred Rodriguez      | Verenigde Staten | z.t.     |
| 16     | Karsten Kroon       | Nederland        | z.t.     |
| 17     | Marcus Ljungqvist   | Zweden           | z.t.     |
| 18     | René Haselbacher    | Oostenrijk       | z.t.     |
| 19     | László Bodrogi      | Hongarije        | z.t.     |
| 20     | Gerben Löwik        | Nederland        | z.t.     |
| 21     | Stefan Schumacher   | Duitsland        | z.t.     |
| 22     | Steffen Wesemann    | Zwitserland      | z.t.     |
| 23     | Christophe Le Mével | Frankrijk        | z.t.     |
| 24     | Anthony Geslin      | Frankrijk        | z.t.     |
| 25     | Andrej Kasjetsjkin  | Kazachstan       | z.t.     |

| pos. | renner               | land                | tijd |
| ---- | -------------------- | ------------------- | ---- |
| 26   | Aleksandr Kolobnev   | Rusland             | z.t. |
| 27   | Matija Kvasina       | Kroatië             | z.t. |
| 28   | Michael Boogerd      | Nederland           | z.t. |
| 29   | Fränk Schleck        | Luxemburg           | z.t. |
| 30   | Moisés Aldape Chavez | Mexico              | z.t. |
| 31   | Fabian Cancellara    | Zwitserland         | z.t. |
| 32   | Gorazd Štangelj      | Slovenië            | z.t. |
| 33   | Nuno Ribeiro         | Portugal            | z.t. |
| 34   | Danilo Di Luca       | Italië              | z.t. |
| 35   | David Millar         | Verenigd Koninkrijk | z.t. |
| 36   | Xavier Florencio     | Spanje              | z.t. |
| 37   | Grégory Rast         | Zwitserland         | z.t. |
| 38   | Luca Paolini         | Italië              | z.t. |
| 39   | David George         | Zuid-Afrika         | z.t. |
| 40   | Cadel Evans          | Australië           | z.t. |
| 41   | Rui Sousa            | Portugal            | z.t. |
| 42   | Sérgio Paulinho      | Portugal            | z.t. |
| 43   | Vladimir Karpets     | Rusland             | z.t. |
| 44   | Aleksandr Arekejev   | Rusland             | z.t. |
| 45   | Sylvain Chavanel     | Frankrijk           | z.t. |
| 46   | Tadej Valjavec       | Slovenië            | +15" |
| 47   | Chris Horner         | Verenigde Staten    | z.t. |
| 48   | Davide Rebellin      | Italië              | z.t. |
| 49   | Carlos Sastre        | Spanje              | z.t. |
| 50   | Michael Rogers       | Australië           | z.t. |